# Stefania Łazarska

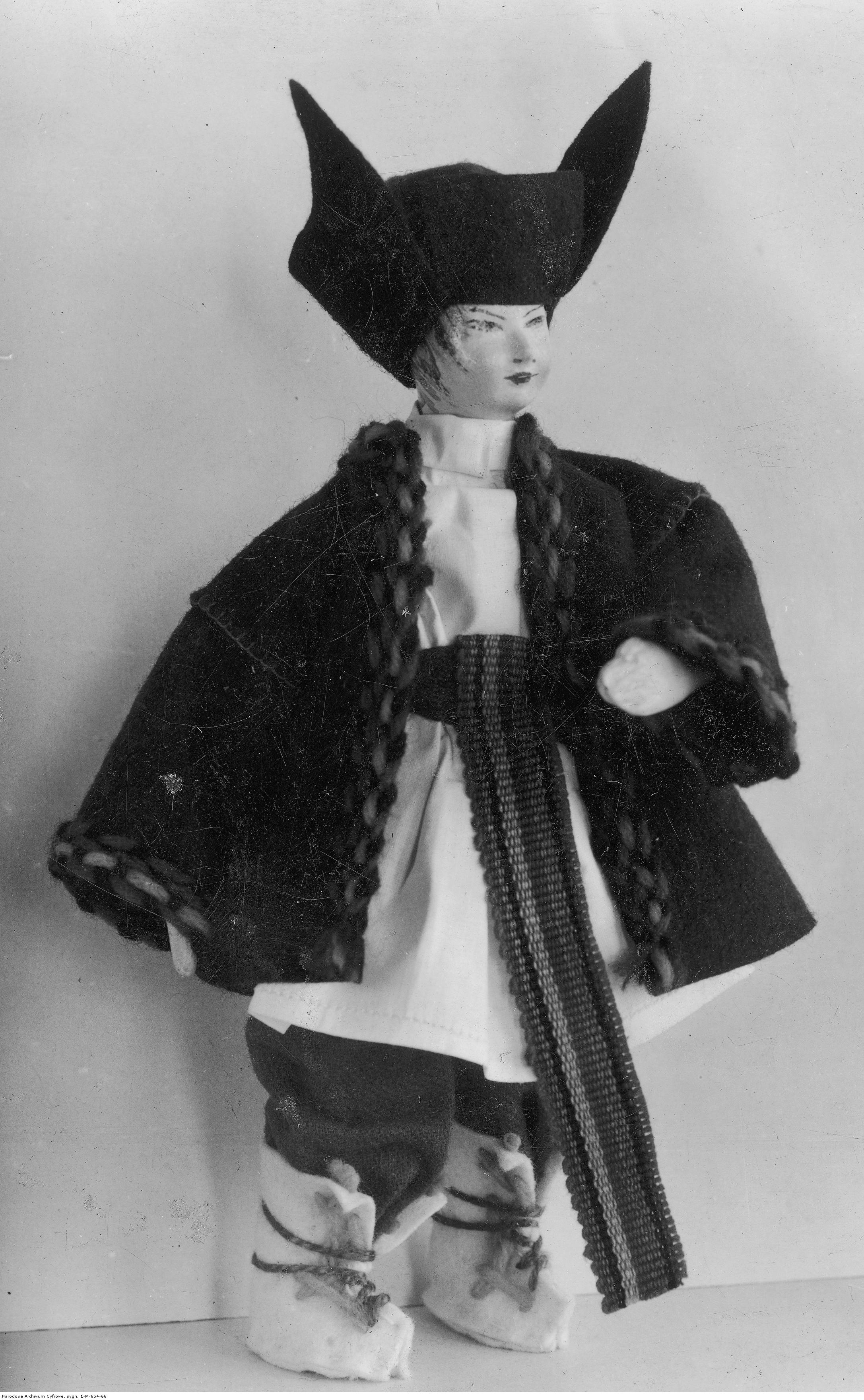
Lalka w stroju huculskim zaprojektowana przez Stefanię Łazarską.

Stefania Łazarska (z domu Krautler) (ur. 1887 w Warszawie, zm. 1977 w Paryżu) – polska malarka.

## Życiorys
Wychowanka Sióstr Urszulanek w Krakowie. Ukończyła studia filozoficzne na Uniwersytecie Jagiellońskim, malarstwa uczyła się w Szkole Sztuk Pięknych dla Kobiet Marii Niedzielskiej. Naukę malarstwa kontynuowała od 1912 w paryskiej École des Beaux-Arts oraz w Académie Ranson u Maurice Denisa. W Paryżu poślubiła pracującego w Instytucie Pasteura Tadeusza Łazarskiego. W 1914 zwróciła się do córki Adama Mickiewicza Marii Goreckiej z propozycją stworzenia pracowni sztuki stosowanej, dochód ze sprzedaży wytworzonych przedmiotów miał zostać przeznaczony na pomoc przebywającym we Francji polskim artystom, którzy znaleźli się w złej sytuacji finansowej. W ten sposób Stefania Łazarska stworzyła pracownię w której produkowano szmaciane lalki, początkowo sama je projektowała, w późniejszym czasie dołączyli do niej Fryda Frankowska i Tadeusz Makowski. Przez cały czas działania pracowni przewinęło się przez nią trzydziestu dwóch polskich artystów. Dzięki szerokiej reklamie oraz wystawieniu lalek w Dziale Sztuki Dekoracyjnej w Luwrze oferta cieszyła się dużym powodzeniem, Łazarska była pierwszą artystką, która wystawiła tak prozaiczne przedmioty w tak prestiżowym miejscu. Tworzone w paryskiej pracowni lalki zostały pokazane przez Marię Gorecką Ignacemu Paderewskiemu i jego żonie Helenie, w ten sposób znalazły się w sprzedaży również w Stanach Zjednoczonych.

## Twórczość
Stefania Łazarska tworzyła obrazy o tematyce religijnej, portrety, a także miniatury na kości słoniowej. Ponadto była autorką sztychów rytowanych w miedzi, akwafort, stosowała suchą igłę. Zajmowała się dekorowaniem mebli (tzw. batik na drewnie) oraz dekorowała jedwabie (batik na jedwabiu). Swoje prace wystawiała w Salonie Niezależnych, Salonie Tuilleries oraz w Salonie Jesiennym do 1934.